# Mary (elefanta)
Mary foi uma fêmea de elefante asiático de cerca de cinco toneladas que, no ano de 1916, atuava no circo Sparks World Famous Shows. A sua morte foi interpretada como abuso de animais e como crueldade para com os animais em circo em pleno Século XX.

## A morte de Red Eldridge
A 11 de setembro de 1916, um funcionário de nome Red Eldridge foi designado para trabalhar no circo como assistente do treinador de elefantes. Na manhã de 12 de setembro, ele foi morto por Mary em Kingsport no Tennessee, enquanto ela tomava uma ducha e se hidratava próximo a uma piscina. Ali havia diversas pessoas que testemunharam o ataque. Uma delas, W. H. Coleman disse que Eldridge a tinha apunhalado com um gancho próximo da região da orelha após ela deixar cair no chão, restos de uma melancia que ela descascava. Enfurecida, a elefanta agarrou Eldridge com a tromba, arremessou-o contra um balcão e pisou a sua cabeça, esmagando-a. Um jornal noticiário do Johnson City Staff informou que Mary colidira a sua tromba com força contra o corpo de Eldridge, elevando-o a uma altura de 10 pés no ar, e então estilhaçou-o com fúria contra o chão… e com toda sua força. Foi comentado que ela perfurara o corpo do homem com as presas. O animal então dilacerou-o e, terminada a chacina, repentinamente ela balançou o corpo sem vida com as suas gigantes patas e arremessou o seu corpo contra a multidão".

## Execução
Os detalhes e motivos são imprecisos, com certo sensacionalismo folclórico do noticiário e testemunhos de pessoas que presenciaram a cena. Alguns citaram que ela calmamente agarrara Eldridge e o transportara para próximo dos espectadores que começaram com um coro de Kill the elephant! (Mate a elefanta). Dentro de alguns minutos, o ferreiro local tentou matar Mary com cinco tiros, mas que pouco efeito tiveram. Entretanto, os líderes de diversos locais vizinhos e próximos do local ameaçaram não permitir que o circo fosse armados nessas localidades com a presença de Mary. Nos dias seguintes, num dia nublado e chuvoso de 13 de setembro de 1916, ela foi transportada em sua jaula para Erwin no Tennessee, onde cerca de 2 500 pessoas juntaram-se nas proximidades da linha de trem de Clinchfield.
A elefanta foi erguida pelo pescoço com uma corrente metálica alçada por um guindaste montado num vagão. A primeira tentativa resultou numa corrente trincada, causando um grande tombo, onde Mary caiu com a bacia quebrada próximo a dezena de crianças, colocando-as em terror. A grande elefanta ferida veio a ser morta na segunda tentativa, na qual foi enforcada próxima aos trilhos. Apesar da contestação da autenticidade da fotografia (com pesados retoques) que foi distribuída pelas localidades, anos depois sua autoria foi exigida pela revista Argosy, e outras fotografias foram tiradas durante o incidente confirmando sua procedência.